# Setnakht
Setnakht je bio egipatski faraon koji je utemeljio XX. dinastiju. 

## Dolazak na vlast
Nije sigurno kako je Setnakht došao na vlast. On je započeo novu dinastiju (obitelj) faraona, no ipak je bio u srodstvu s vladarima XIX. dinastije. Promjene dinastije (obitelji) zapravo nije ni bilo. Dinastije je razvrstao grčki učenjak Manetho u drugom stoljeću prije Krista, ali je u mnogo toga pogriješio kao što je i slučaj s prijelazom XIX. u XX. dinastiju kojeg nije niti bilo. Iako ima pogrešaka Manethov sustav razvrstavanja dinastija koristi se i danas.

## Vladavina
Setnakht je bio energičan i sposoban vladar. Znao je dobro upravljati vojskom. Tome je poučio i svoga sina Ramzesa III. Okolnji narodi prodirali su Egipat pri kraju XIX. dinastije, ali Setnakht ih je zaustavio i izbacio iz Egipta. Oni su ponekad znali voditi male pohode protiv Egipta, ali Setnakht ih je uspješno zaustavljao. Tada su "Narodi s mora" - kako su ih Egipćani zvali - počeli planirati veliki ratni pohod protiv Egipta. Setnakht nije poživio do napada. Njegov sin Ramzes III. obranio je Egipat i pobijedio "Narode s mora".

## Smrt i grobnica
Setnakht je vladao kratko - samo dvije godine. Ubrzo kako je došao na vlast je umro. On se za svoju smrt dobor pripremio. Preuzeo je grobnicu svoje prethodnice kraljice Tausret. Grobnicu je proširio dodao kartuše sa svojim imenom, a neke Tausretine izbrisao. Njegova i Tausretina grobnica (KV 14) ukrašena je s mnogo ukrasa različitih boja koja opisuju Setnakhtovo putovanje u Zagrobni život ili Amduat. Indetifikacija njegove mumije još nije sigurna. Na ulazu u tajni dio grobnice Amenhotepa II. (KV 35) pronađena je mumija za koju neki vjeruju da pripada kralju Setnakhtu. Ta mumija je jako oskvrnjena što nam opisuje arheolog Victor Loret koji je pronašao grobnicu 1898. godine: >>Ondje je ležalo tijelo, položeno na lađu, potpuno crno, zastrašujuće. Njegovo lice, ukočeno u grimasu, bilo je okrenuto prema meni, gledalo me. Njegova duga smeđa kosa razbacana je u kovrče oko glave. U isti mah sam pomislio kako je riječ o tek neumotanoj mumiji. Noge i ruke su joj se činile cijele. Vidljiv je jedan rez duž prsne kosti i drugi kojim je razjapljena lubanja. Može li ovo biti ljudska žrtva? Drevni oskvrnjivač kojeg su ubili suučesnici tijekom krvave podijele plijena, ili su ga možda ubili vojnici koji su se zatekli tu za vrijeme trajanja pljačke?<< Loret je u toj grobnici našao mnogo mumija važnih faraona iz XIX. i XX. dinastije. Zbog toga se danas misli da je to mumija faraona Setnakhta ili mumija princa Ubensenua.